# Boris Jakowlewitsch Lewin

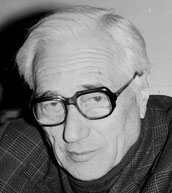
Boris Lewin

Boris Jakowlewitsch Lewin, russisch Борис Яковлевич Левин, englische Transkription Boris Yakovlevich Levin, (* 22. Dezember 1906 in Odessa; † 24. August 1993 in Charkiw) war ein ukrainischer Mathematiker, der sich mit Analysis befasste.

## Leben
Sein Vater war Angestellter einer Schwarzmeer-Reederei und Lewin wuchs so an vielen Orten am Schwarzen Meer auf. Er beendete die Schule in Jeisk und hatte dann verschiedene Berufe, unter anderem Schweißer beim Pipeline-Bau, bevor er ab 1928 an der Universität Rostow studieren konnte. Sein Mathematik-Professor und Analytiker war Dmitri Dmitrijewitsch Morduchai-Boltowskoj (1876–1952) und ein Kommilitone Nikolai Wladimirowitsch Jefimow. 1932 erwarb er seinen Abschluss und lehrte danach am Polytechnikum in Rostow. Als 1934 wieder höhere Abschlüsse an den Universitäten der Sowjetunion eingeführt wurden, reichte er 1936 eine Dissertation an der Universität Rostow ein (für den Kandidatentitel, entsprechend einer Promotion), wurde aber gleich habilitiert (russischer Doktortitel). Thema der Dissertation war: Über das Wachstum einer ganzen Funktion längs eines Strahls und die Verteilung ihrer Nullstellen. In dieser Zeit lehrte er an der Universität für Marine-Ingenieure in Odessa. Gleichzeitig arbeitete er mit Mark Grigorjewitsch Krein zusammen, der dort Professor an der Universität war und mit dem er sich befreundete. Ein weiterer Freund war Naum Iljitsch Achijeser.
Während des Zweiten Weltkriegs war er wie der Rest der Universität nach Samarkand evakuiert und nach dem Krieg löste sich die Funktionalanalysis-Gruppe um Krein auf, da dieser aus der Universität gedrängt worden war (man warf ihm vor zu viele jüdische Studenten zu haben).
1949 ging er auf Einladung von Naum Achiejeser als Professor an die Universität Charkiw. Ab 1969 war er auch Leiter der Abteilung Funktionentheorie am Institut für Tieftemperaturphysik der Ukrainischen Akademie der Wissenschaften in Charkiw. An der Universität hatte er trotz seines Rufs einen schweren Stand und es wurden ihm Hindernisse in den Weg gelegt (beispielsweise wurde er von Doktorprüfungen ausgeschlossen), so dass er zeitweise nur noch für das Funktionentheorie-Seminar kam, das er mit Ostrowski leitete.
Er befasste sich mit komplexer Analysis und Funktionalanalysis, zum Beispiel der Theorie ganzer Funktionen, über deren Nullstellenverteilung er eine Forschungsmonographie schrieb, und fastperiodischer Funktionen.
Mit Anatoli Asirowitsch Goldberg und Jossif Wladimirowitsch Ostrowski erhielt er 1992 den Staatspreis der Ukraine. Jossif Ostrowski gehörte zu seinen Doktoranden ebenso wie Vitali Milman.

## Schriften
- Distribution of zeros of entire functions, American Mathematical Society 1964, 1980 (das russische Original erschien 1956)
  - Deutsche Ausgabe: Nullstellenverteilung ganzer Funktionen, Akademie Verlag, Berlin 1962
- Lectures on entire functions, American Mathematical Society 1996 (in Zusammenarbeit mit Yu. Lyubarskii, M. Sodin, V. Tkachenko)